# Poskurice
Poskurice (em cirílico: Поскурице) é uma vila da Sérvia localizada no município de Aerodrom, pertencente ao distrito de Šumadija, na região de Šumadija. A sua população era de 507 habitantes segundo o censo de 2011.

## Demografia
| 1948 | 1953 | 1961 | 1971 | 1981 | 1991 | 2002 | 2011 |
| ---- | ---- | ---- | ---- | ---- | ---- | ---- | ---- |
| 306  | 288  | 280  | 249  | 359  | 625  | 573  | 507  |